# OFKヴルシャツ
オムラディンスキ・フドバルスキ・クルブ・ヴルシャツ（セルビア語: Омладински фудбалски клуб Вршац, セルビア・クロアチア語: Omladinski fudbalski klub Vršac）は、セルビアのヴォイヴォディナ・ヴルシャツをホームタウンとするサッカークラブである。

## 歴史
2007年4月2日にOFKヴルシャツ・ユナイテド（セルビア語: Омладински фудбалски клуб Вршац јунајтед, セルビア・クロアチア語: Omladinski fudbalski klub Vršac junajted）として創設された。
2017年12月12日に現在のOFKヴルシャツに改名した。